# Bức tường John Lennon

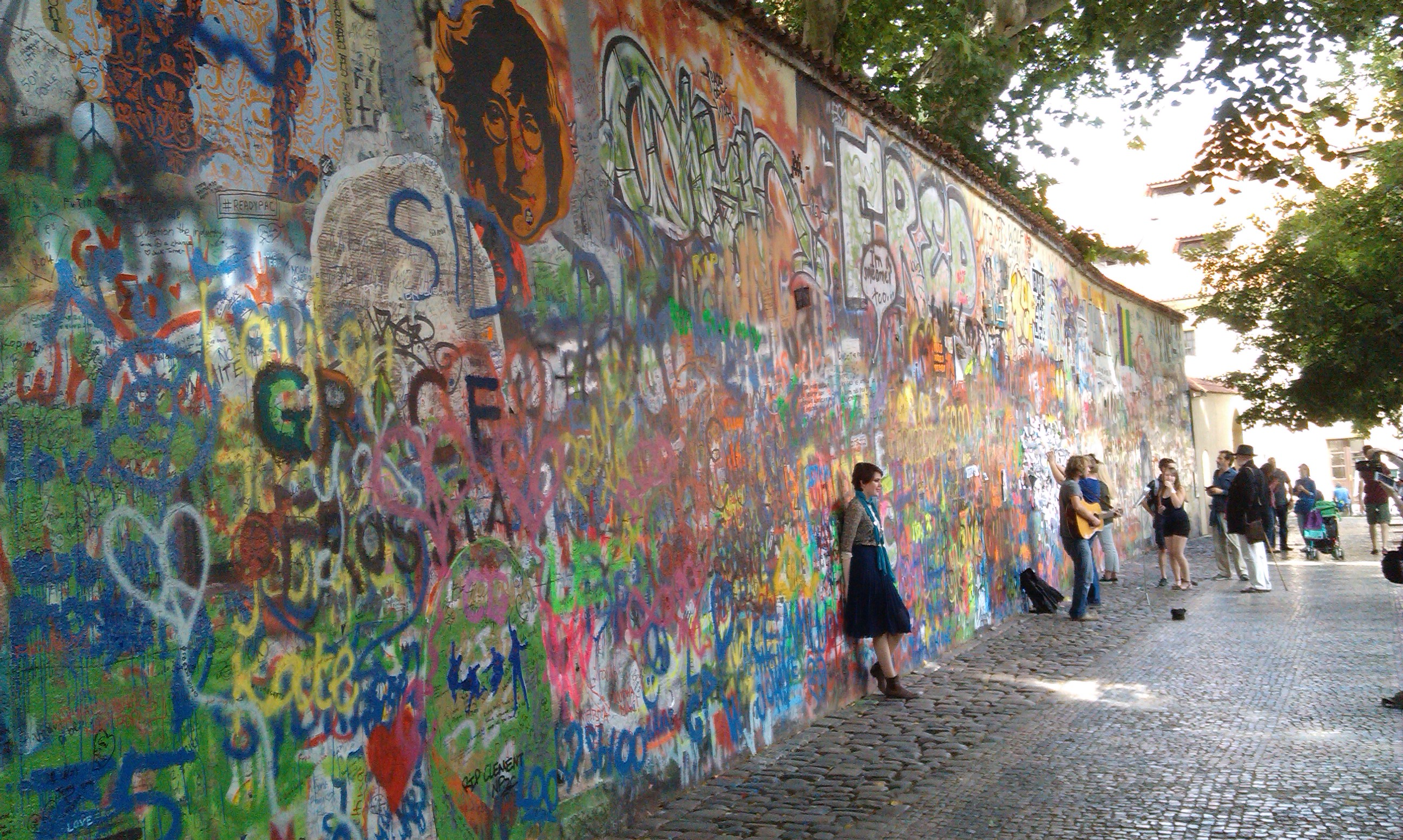
Bức tường John Lennon, tháng 8 năm 2014, với chân dung John Lennon được sơn trên cao.

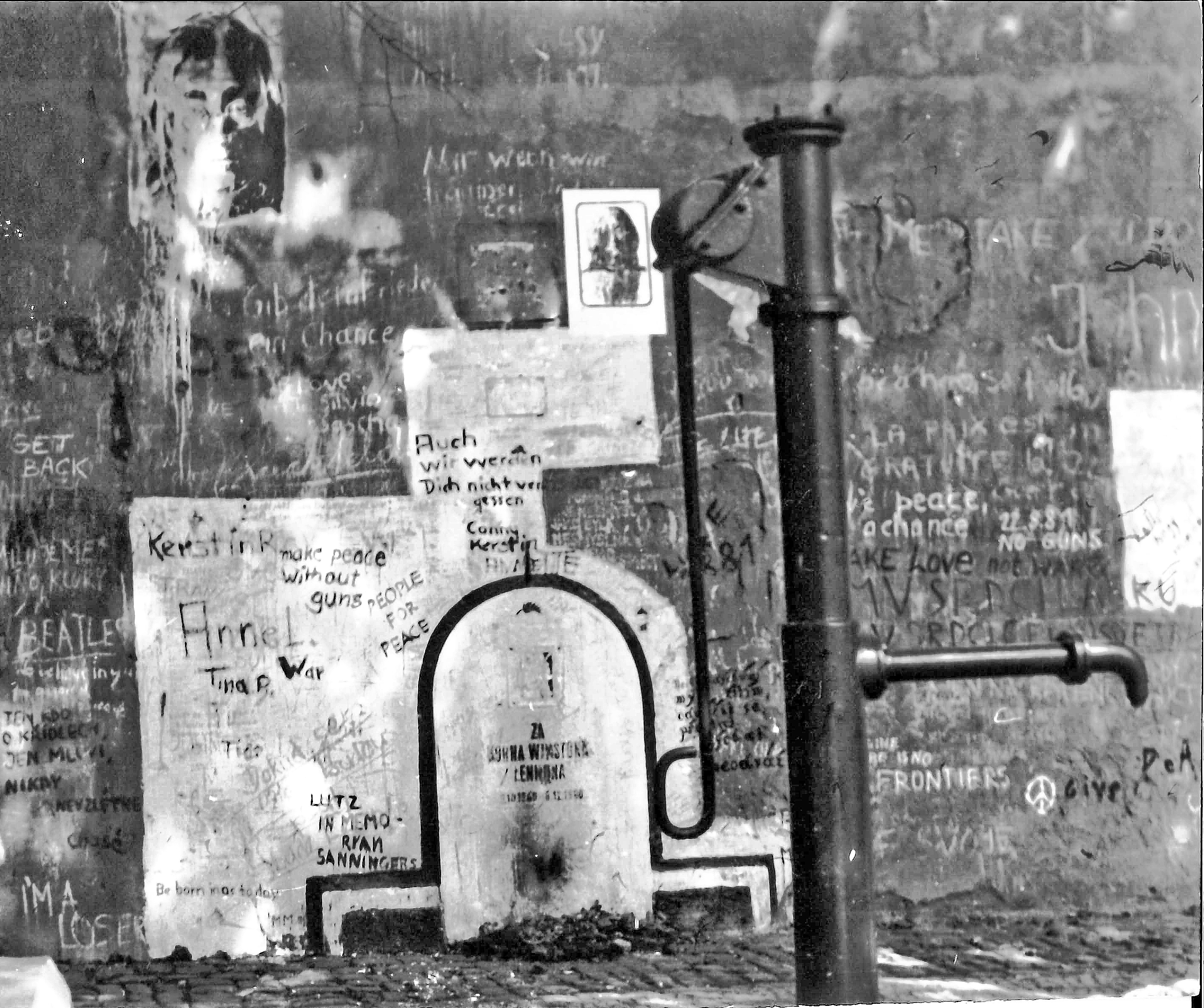
Bức tường Lennon vào tháng 8 năm 1981.

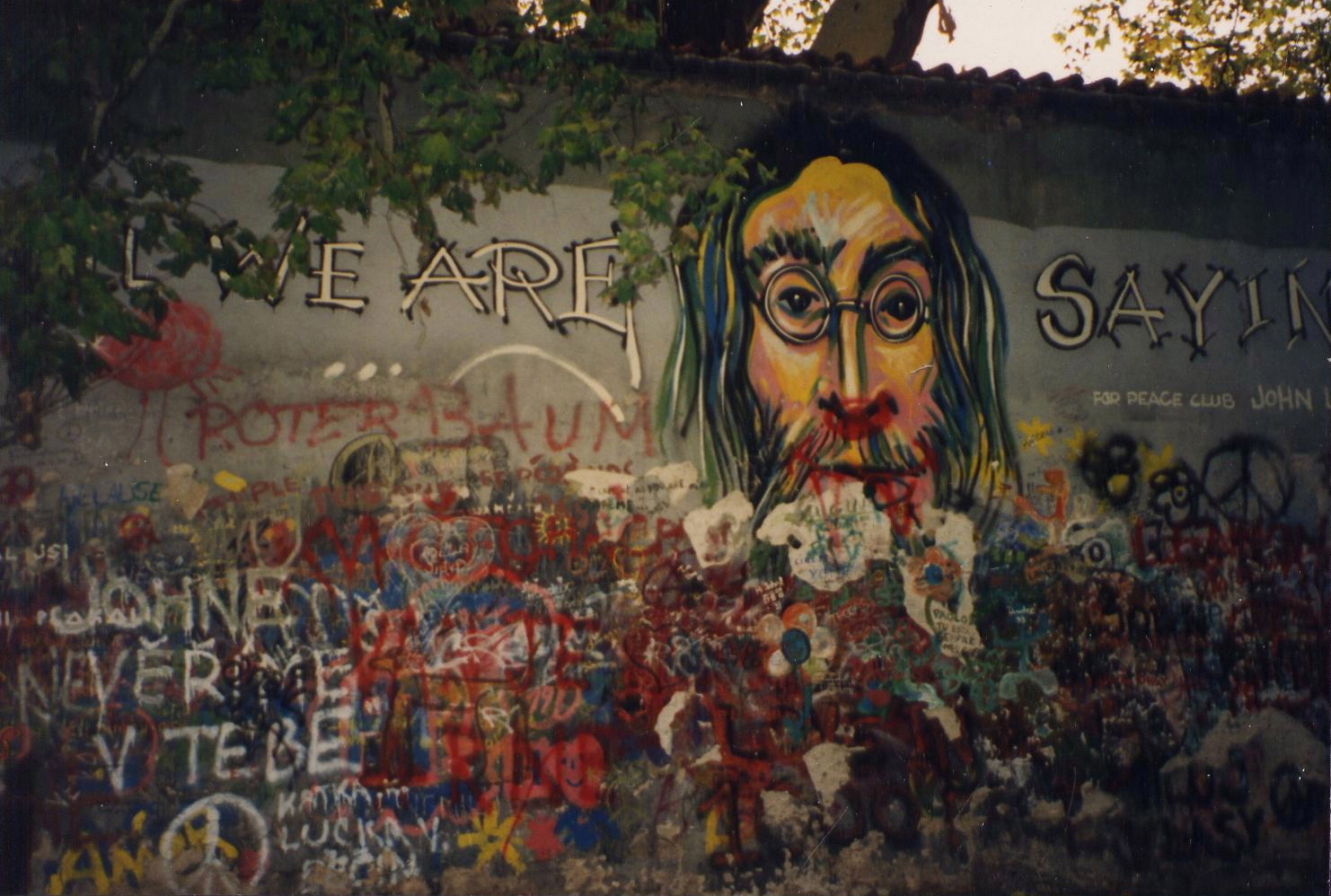
Một góc của bức tường vào năm 1993.

Bức tường John Lennon là công trình tại Thủ đô Praha, Cộng hòa Séc. Nơi đây được trang trí bằng các hình tranh phun sơn phỏng theo các sáng tác, ca từ và hình ảnh của cựu thành viên ban nhạc The Beatles, John Lennon. Hiện tại, bức tường nằm trong khu Velkopřevorské náměstí, thuộc khu Phố nhỏ Praha. Bức tường John Lennon thuộc quyền quản lý của Dòng Chiến sĩ Toàn quyền Malta. Nội dung trên bức tường ngày nay chủ yếu đề cao các thông điệp tình yêu và hòa bình.

## Lịch sử hình thành và phát triển
Bức tường này vốn nằm khuất trong một khu phố nhỏ gần Đại sứ quán Pháp tại Tiệp Khắc. Kể từ thập niên 1960, rất nhiều bài thơ tình cùng tranh vẽ đã được viết lên đây. Tuy nhiên, kể từ sau vụ ám sát John Lennon vào năm 1980, nơi đây dần trở thành khu vực tưởng niệm của cố nghệ sĩ này.
Năm 1988, bức tường John Lennon thậm chí còn là nguồn cơn phong trào phản đối chế độ cộng sản dưới thời Gustáv Husák. Sau thất bại của cuộc cải cách dân chủ Mùa xuân Praha, chính phủ cộng sản mới thành lập tiếp tục gây nên nhiều sự bất bình. Thanh niên Séc bắt đầu tập trung quanh khu vực Cầu Karl và thường xuyên đụng độ với cảnh sát. Phong trào này thậm chí được đặt tên là "Phong trào Lennon". Hình ảnh và từ ngữ trên bức tường thường xuyên bị thay đổi trong thời gian này.
Ngày 17 tháng 11 năm 2014 nhân kỷ niệm 25 năm ngày Cách mạng Nhung, toàn bộ bức tường đã bị một nhóm sinh viên sơn trắng và ghi dòng chữ "wall is over" (tạm dịch "không còn bức tường nào nữa"). Dòng Chiến sĩ Toàn quyền Malta khởi kiện nhóm sinh viên này với tội danh phá hoại di tích, và họ rút đơn sau khi trực tiếp trao đổi với nhóm sinh viên này. Dòng chữ này vẫn có thể được thấy cho tới tận ngày 21 tháng 7 năm 2017, nhưng đã được sửa lại thành "war is over", phỏng theo nhan đề ca khúc "Happy Xmas (War Is Over)" của Lennon.
Ngày 22 tháng 4 năm 2019, nhân sự kiện Ngày Trái Đất, nhóm Extinction Rebellion đã xin phép được sơn lại toàn bộ bức tường nhằm phát đi những thông điệp về biến đổi khí hậu. Dòng chữ KLIMATICKÁ NOUZE được sơn đen ở chính giữa, bên cạnh nhiều thông điệp khác được người xem viết thêm bằng nhiều thứ tiếng khác nhau.
Tháng 7 năm 2019, nhiều họa sĩ đã ủng hộ phong trao Biểu tình tại Hồng Kông 2019–2020 với hình ảnh nhà hoạt động Marco Leung Ling-kit cùng tấm khẩu hiệu của mình, bên cạnh dòng chữ cổ động "Hong Kong, Add oil."
Bức tường John Lennon là địa chỉ ưa thích của các khách du lịch cũng như những kẻ phá hoại. Nhằm đối mặt thực trạng này, tháng 8 năm 2018, hệ thống CCTV đã được lắp đặt nhằm kiểm soát những bức tranh "không hợp pháp" được vẽ tại đây. Tới đầu tháng 10 năm 2019, Dòng Chiến sĩ Toàn quyền Malta cùng quận Praha 1 quyết định xây lại toàn bộ bức tường John Lennon. Bức tường được hoàn tất vào ngày 7 tháng 11 cùng năm, nhằm kỷ niệm 30 năm Cách mạng Nhung. Hơn 30 nghệ sĩ Séc và quốc tế đã được mời tới tham gia khai trương bức tường trong một cuộc triển lãm ngoài trời, dưới sự hướng dẫn của nghệ sĩ Pavel Šťastný. Tuy nhiên, giới chức trách đã cấm toàn bộ việc sơn tranh lên bức tường này, thay vào đó, du khách chỉ được viết những thông điệp bằng những phương tiện đơn giản như bút hoặc kẻ màu. Camera an ninh cùng cảnh sát giám sát nghiêm ngặt khu vực này.

## Những bức tường Lennon ở Hồng Kông

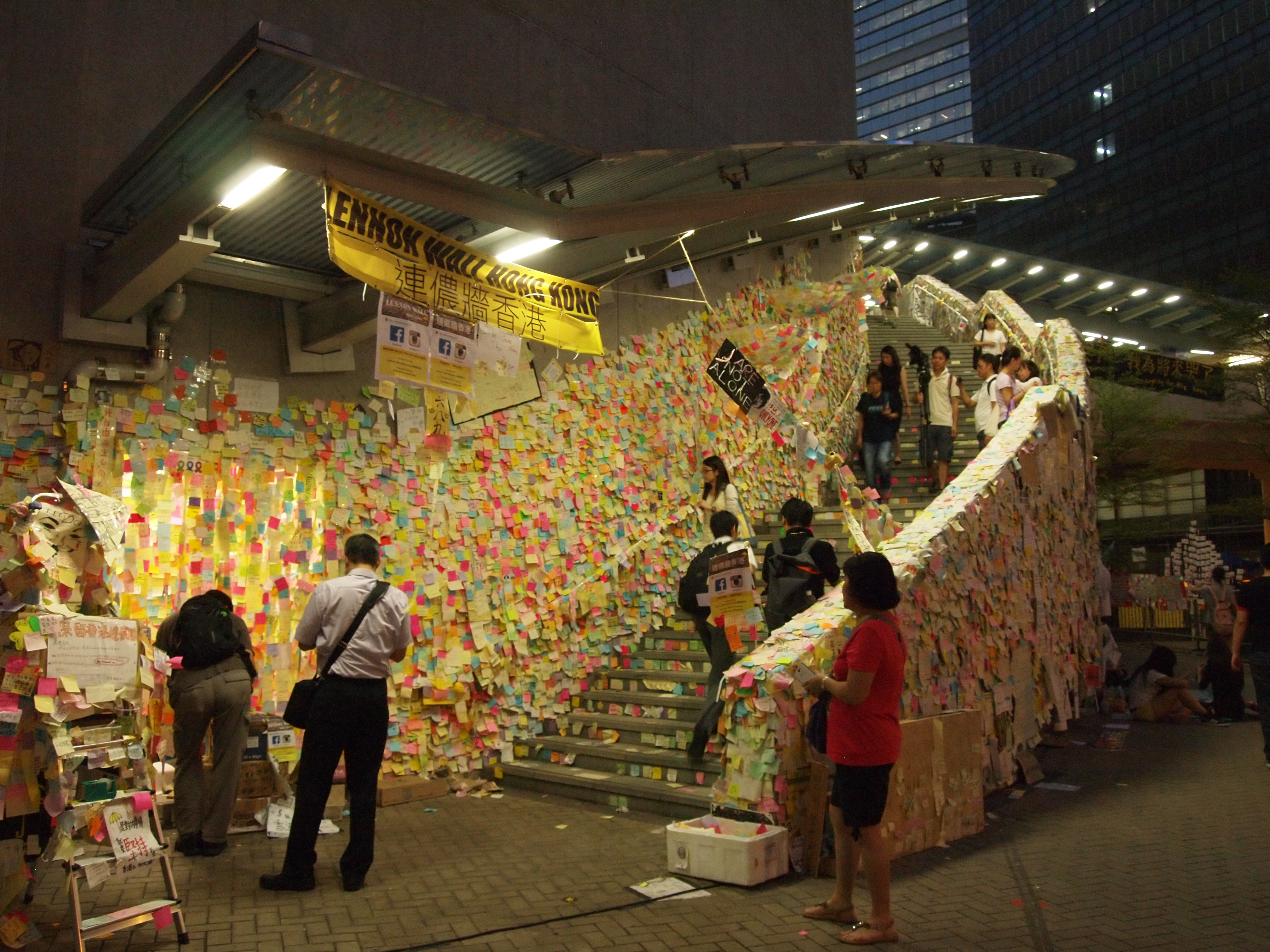
Cuộc biểu tình theo Phong trào Ô Dù taị Hồng Kông: Bức tường Lennon nằm bên ngoài Đặc khu hành chính, 21 tháng 10 năm 2014.

Trong cuộc biểu tình năm 2014 tại Hồng Kông, một bức tường Lennon giống như ở Praha xuất hiện dọc theo cầu thang bên ngoài Đặc khu hành chính Hồng Kông. Lấy cảm hứng từ bản gốc tại Praha, hàng ngàn người đã đính lên bức tưởng nhiều mẩu giấy đủ màu sắc sặc sỡ nhằm thể hiện mong muốn dân chủ cho Hồng Kông. Bức tường là một trong những nét nghệ thuật chính của Phong trào Ô dù. Trong suốt vài tháng tây chay, nhiều nhóm khác nhau đã nỗ lực để bảo tồn và giữ gìn vẹn nguyên Bức tường Lennon Hồng Kông, cả về mặt vật lý lẫn kĩ thuật số.
Ngày 21 tháng 9 năm 2019, lực lượng cảnh sát tại Hồng Kông bắt đầu cho dỡ bỏ những bức tường Lennon khắp thành phố để xóa những phát ngôn chống đối chính phủ. Ngoài Hồng Kông, những bức tường Lennon còn hiện diện ở nhiều thành phố khác nữa như Toronto, Vancouver BC, Calgary, Seoul, Tokyo, Berlin, Luân Đôn, Sydney, Manchester, Melbourne, Đài Bắc và Auckland.